# Festungs-Brigade Korfu (Wehrmacht)
Die Festungs-Brigade Korfu war eine deutsche Infanteriebrigade im Zweiten Weltkrieg.
Die Brigade wurde am 13. Juni 1944 auf Korfu in Griechenland aus dem Stab des Festungs-Infanterie-Regiment 1017, welcher den Inselkommandanten Korfu (ab Mai 1944) bildete, aufgestellt. Die Unterstellung erfolgte unter das XXII. Gebirgs-Armeekorps. 
Am 4. Juli 1944 wurde die Einheit in Festungs-Brigade 1017 umbenannt. Nach der Räumung von Korfu im Herbst 1944 wurde die Einheit aufgelöst und die restlichen Truppenteile in Albanien und Kroatien eingesetzt.
Kommandeur war der Oberst Emil Jäger, ehemaliger SA-Brigadeführer und ab April 1944 Inselkommandant. Er versuchte die Deportation von Juden von Korfu zu verhindern, sogar gegen den hinzugezogenen Judenreferenten Anton Burger. Nach dem Krieg wurde Jäger in Albanien hingerichtet. 
Bekannte Person der Brigade war der kommunistische Widerstandskämpfer und spätere Schriftsteller Hasso Grabner, welcher als Funker eingesetzt war.